# Michał Śpiczko
Michał Śpiczko (ur. 15 lipca 1987) – polski zawodnik kabaddi, wchodzący w skład reprezentacji Polski w tej dyscyplinie sportowej. Uprawia także futbol amerykański. Brał udział w mistrzostwach świata w kabaddi (Kabaddi World Cup) w roku 2016 i 2019, pełniąc wtedy funkcję kapitana drużyny narodowej. Podczas Kabaddi World Cup 2016 Śpiczko zdobył łącznie 48 punktów, co dało mu 5. miejsce na liście najlepszych zawodników. Występował także w drużynie Bengaluru Bulls w drugim i trzecim sezonie Pro Kabaddi League jako obrońca i został pierwszym europejskim zawodnikiem kabaddi, który grał w Pro Kabaddi League.
Śpiczko jest również wider receiver drużyny Lowlanders Białystok w Lidze Futbolu Amerykańskiego. Był dwukrotnym MVP dla Warsaw Eagles, zanim zaczął uprawiać kabaddi.
W 2011 roku uzyskał tytuł licencjata z inżynierii komputerowej na Politechnice Warszawskiej, następnie w Szkole Głównej Handlowej w 2014 roku uzyskał tytuł magistra na kierunku Metody Ilościowe w Ekonomii i Systemach Informacyjnych.

## Kariera sportowa

### American football

#### Warsaw Eagles 2012-2018[12]
- Sezon 2012: PLFA8 Vice-Championship – kapitan drużyny[13]
- Sezon 2013: Liga Futbolu Amerykańskiego
- Sezon 2018: TopLiga Championship – kapitan drużyny[14]

#### Lowlanders Białystok 2019[15]
- Sezon 2019: Liga Futbolu Amerykańskiego[16]

### Kabaddi
- 2015: ProKabaddi sezon 2 w drużynie Bengaluru Bulls[17]
- 2016: ProKabaddi sezon 3 w drużynie Bengaluru Bulls[18]
- 2016: Kabaddi World Cup, Ahmedabad (reprezentacja Polski w kabaddi)[19]
- 2019: European Kabaddi Championships, Glasgow (reprezentacja Polski w kabaddi)[20]